# Tudor Walters
John Tudor Walters (25 février 1866 - 16 juillet 1933) est un architecte gallois, arpenteur et homme politique du Parti libéral . Il est Paymaster-General sous David Lloyd George de 1919 à 1922 et encore une fois brièvement en 1931 sous Ramsay MacDonald.

## Carrière politique
Walters est élu député pour Sheffield Brightside aux élections générales de 1906  et est fait chevalier en 1912.
Il sert comme Paymaster-General dans le gouvernement de David Lloyd George de 1919 à 1922  et admis au Conseil privé en 1919. Il perd son siège à Sheffield aux élections générales de 1922 .
Il essaye en vain de revenir à la Chambre des communes en 1923 à Pudsey et Otley dans le West Riding of Yorkshire . Il se présente de nouveau aux élections Élections générales britanniques de 1929 en tant que candidat libéral dans les Cornouailles pour Penryn et Falmouth. Le siège a été remporté par les libéraux en 1923, mais gagné par les conservateurs en 1924. En fin de compte, Walters remporte le siège sur les conservateurs avec une majorité de 1 138 voix, le candidat travailliste terminant troisième . Il est à nouveau brièvement Paymaster-General de septembre à novembre 1931 sous Ramsay MacDonald. Il quitte le Parlement aux élections générales de 1931 .

## Politique du logement
Il est surtout connu pour le rapport Tudor Walters qui paraît au moment où la guerre mondiale se termine en novembre 1918 et qui influence la politique britannique du logement pendant un siècle . Walters s'est inspiré du mouvement des cités-jardins, appelant à des développements spacieux à faible densité et à des maisons jumelées construites selon des normes de construction élevées.
Son rapport influence la loi sur le logement et l'urbanisme de 1919 . Avec lui, le Premier ministre David Lloyd George met en place un système de logements gouvernementaux qui suit ses promesses de campagne de 1918 de «maisons dignes des héros».
Appelée «loi Addison», elle oblige les autorités locales à étudier leurs besoins en matière de logement et à commencer à construire des maisons pour remplacer les bidonvilles. Le Trésor subventionne les bas loyers. Le nettoyage des bidonvilles est désormais passé d'un problème de santé publique à une question d'urbanisme ,.